# Чермошнянский сельсовет (Медвенский район)
Чермошня́нский сельсовет — муниципальное образование со статусом сельского поселения в Медвенском районе Курской области Российской Федерации.
Административный центр — деревня Нижний Дубовец.

## История
Статус и границы сельсовета установлены Законом Курской области от 21 октября 2004 года № 48-ЗКО «О муниципальных образованиях Курской области».
Законом Курской области от 26 апреля 2010 года № 26-ЗКО муниципальные образования Чермошнянский сельсовет и Вышнедубовецкого сельсовета объединены в Знаменский сельсовет (законом от 14 декабря 2010 года № 109-ЗКО переименован в Чермошнянский сельсовет).

## Население
| 2002  | 2010  | 2012  | 2013  | 2014  | 2015  | 2016  |
| ----- | ----- | ----- | ----- | ----- | ----- | ----- |
| 809   | ↗1440 | ↘1411 | ↗1425 | ↗1454 | ↘1438 | ↘1414 |
| 2017  | 2018  | 2019  | 2020  | 2021  |       |       |
| ↗1415 | ↘1410 | ↘1398 | ↘1369 | ↗1481 |       |       |

## Состав сельского поселения
| №  | Населённый пункт | Тип населённого пункта          | Население |
| -- | ---------------- | ------------------------------- | --------- |
| 1  | 2-я Рождественка | хутор                           | ↘8        |
| 2  | Андреевка        | хутор                           | ↗5        |
| 3  | Буды             | деревня                         | ↘42       |
| 4  | Верхний Дунаец   | хутор                           | ↘11       |
| 5  | Вышний Дубовец   | село                            | ↗256      |
| 6  | Заикин           | хутор                           | ↘18       |
| 7  | Знаменка         | село                            | ↘91       |
| 8  | Знаменский       | посёлок                         | ↘12       |
| 9  | Кленовое         | деревня                         | ↗121      |
| 10 | Леоновка         | деревня                         | ↘15       |
| 11 | Мокрый           | хутор                           | →0        |
| 12 | Нижний Дубовец   | деревня, административный центр | ↘218      |
| 13 | Новая Аксёновка  | хутор                           | ↗49       |
| 14 | Осиновый         | хутор                           | →0        |
| 15 | Рождественское   | село                            | ↘84       |
| 16 | Трубацкое        | хутор                           | ↘6        |
| 17 | Чермошное        | село                            | ↗504      |